# Tresco (Australia)
Tresco è una città australiana, situata nello Stato di Victoria, il cui territorio fa parte della Città Rurale di Swan Hill. Il paese dista 317 km da Melbourne.
La cittadina prende il nome da Tresco paese delle Isole Scilly.